# Марьевка (Никопольский район)
Ма́рьевка (укр. Мар'ївка) — село,
Кировский сельский совет,
Никопольский район,
Днепропетровская область,
Украина.
Код КОАТУУ — 1222982204. Население по переписи 2001 года составляло 73 человека.

## Географическое положение
Село Марьевка находится на правом берегу реки Солёная,
выше по течению на расстоянии в 1,5 км расположено село Таврическое,
ниже по течению на расстоянии в 1,5 км расположено село Александровка.